# Courant de Benguela
Pour les articles homonymes, voir Benguela (homonymie).

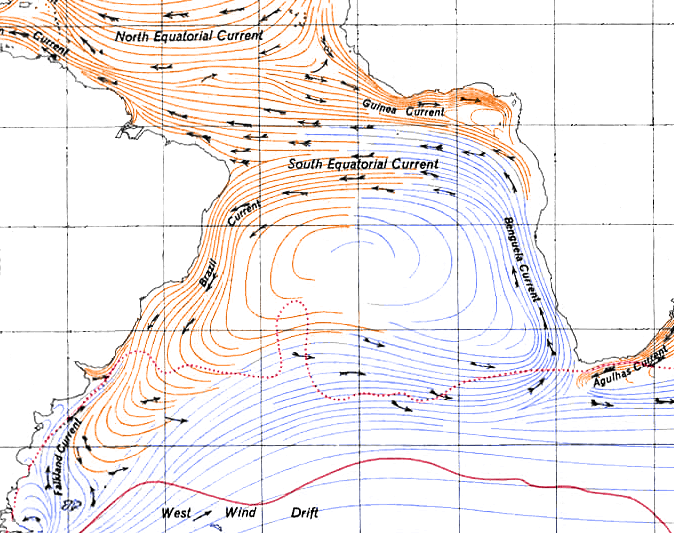
Carte du courant de Benguela

Le courant de Benguela est un rapide courant froid océanique qui coule depuis l’Afrique du Sud, remontant les côtes de Namibie et d’Angola, vers le nord-ouest pour rejoindre un courant chaud équatorial. Il est alimenté par une remontée d'eau froide des profondeurs le long de la côte Ouest de l'Afrique. En effet, la déviation des alizés vers le nord-ouest par la force de Coriolis repousse vers l'ouest les eaux de surface que les eaux des profondeurs viennent remplacer.

## Délimitation
Le courant de Benguela forme la frontière ouest de la circulation autour de l'Atlantique sud. Ces eaux proviennent de l'océan Indien, de la thermocline subtropicale de l'Atlantique sud, de l'atlantique tropical très salé et peu oxygéné et d'eau douce des profondeurs. Ce courant a une largeur moyenne de 200 à 300 km mais il s'évase en remontant vers le nord-ouest. Sa bordure ouest est assez floue car il se perd en tourbillons multiples.

## Effets
Les eaux froides du Benguela rencontrent le courant des Aiguilles au large du cap de Bonne-Espérance pour donner une zone riche en nutriments où la vie marine est abondante. Ce point de rencontre est également un lieu très perturbé du point de vue météorologique. Par contre, le long de la côte de Namibie, les eaux froides du Benguela maintiennent un anticyclone qui donne des conditions désertiques sur la terre ferme et du brouillard le long de la côte dites « des squelettes ».
Un phénomène similaire au El Niño se produit le long de la côte africaine qui coupe temporairement l'alimentation du courant de Benguela. Il est cependant moins intense et moins fréquent que son cousin sud-américain.